# Ziegleria syllis
Ziegleria syllis is een vlinder uit de familie van de Lycaenidae. De wetenschappelijke naam van de soort werd als Thecla syllis in 1887 gepubliceerd door Godman & Salvin.

## Synoniemen
- Thecla politus Druce, 1907
- Thecla isobeon var. subisobeon Strand, 1918
- Gigantorubra simplica Johnson, 1993